# Blankenfelde-Mahlow
Blankenfelde-Mahlow is een gemeente in de Duitse deelstaat Brandenburg, en maakt deel uit van de Landkreis Teltow-Fläming.
Blankenfelde-Mahlow telt 28.606 inwoners.

## Demografie
- Ontwikkeling van de bevolking sinds 1875 binnen de huidige grenzen (blauwe lijn: Bevolking; stippellijn: Vergelijking van de ontwikkeling van de bevolking van de deelstaat Brandenburg, Grijze achtergrond: tijdens de nazi-regering, Rode achtergrond: tijdens de communistische regering)
- Recente ontwikkeling van de bevolking (blauwe lijn) en prognoses

| Jaar | Inwoners |
| ---- | -------- |
| 1875 | 1 895    |
| 1890 | 2 022    |
| 1910 | 2 646    |
| 1925 | 3 793    |
| 1939 | 12 850   |
| 1950 | 14 689   |
| 1964 | 14 431   |

| Jaar | Inwoners |
| ---- | -------- |
| 1971 | 14 951   |
| 1981 | 14 561   |
| 1985 | 14 312   |
| 1990 | 14 600   |
| 1995 | 15 621   |
| 2000 | 21 307   |
| 2005 | 24 210   |

| Jaar | Inwoners |
| ---- | -------- |
| 2010 | 25 718   |
| 2015 | 26 319   |
| 2016 | 26 914   |
| 2017 | 27 378   |
| 2018 | 27 837   |
| 2019 | 27 939   |
| 2020 | 28 606   |

Gegevensbronnen worden beschreven in de Wikimedia Commons.